# Hồ Itasca
Hồ Itasca là một hồ băng tại Hoa Kỳ có diện tích khoảng 4,7  km². Hồ này là nguồn của sông Mississippi.
Hồ Itasca là một hồ nước đóng băng nhỏ, khoảng 1,8 dặm vuông (4,7  km²) trong khu vực, trong khu vực Headwaters của trung tâm phía bắc Minnesota. Hồ này nằm ở đông nam quận Clearwater trong công viên bang Itasca và nó có một độ sâu trung bình 20-35 foot (6–11 m), và cao độ 1.475 foot (450 m) trên mực nước biển.
Hồ là nguồn gốc của sông Mississippi dài 2.340 dặm (3.770 km) đến vịnh Mexico; Tuy nhiên, các điểm chính xác không thể xác định được, bởi vì có được nhánh nhiều nhỏ và các khu vực đầm lầy cống vào các lưu vực sông Mississippi. Henry Schoolcraft xác định hồ Itasca như nguồn của sông vào năm 1832. Ông đã là một thành viên của một cuộc thám hiểm trước đây vào năm 1820 dưới sự chỉ đạo của Tướng Lewis Cass đã được đặt tên là hồ Cass gần đó (là hạ lưu từ Itasca) như là nguồn của dòng sông.